# IC 4116
IC 4116 је појединачна звијезда у сазвјежђу Береникина коса која се налази на листи објеката дубоког неба у Индекс каталогу.
Деклинација објекта је + 19° 4' 59" а ректасцензија 13h 3m 10,2s.